# Guinea-Bisáu en los Juegos Olímpicos de Río de Janeiro 2016
Guinea-Bisáu participa en los Juegos Olímpicos de 2016 en Río de Janeiro, Brasil, del 5 al 21 de agosto de 2016.

## Deportes
Atletismo
- Holder da Silva (100 metros masculino)
- Jéssica Inchude (lanzamiento de bala femenino)

Lucha
- Augusto Midana (−74 kg masculino)
- Bedopassa Buassat (−97 kg masculino)

Judo
- Taciana Lima (- 48 kg femenino)